# Progomphus elegans
Progomphus elegans är en trollsländeart som beskrevs av Belle 1973. Progomphus elegans ingår i släktet Progomphus och familjen flodtrollsländor. Inga underarter finns listade i Catalogue of Life.